# Motopädie
Die Motopädie ist eine Methode zur Behandlung psycho-, senso- und soziomotorischer Leistungs-, Wahrnehmungs- und Verhaltensauffälligkeiten bei Kindern, Jugendlichen und Erwachsenen. Zentraler Ansatz ist die Bewegung, wobei Wechselwirkungen zwischen dem Körper in Bewegung und der Psyche des Menschen, wie sie im Begriff Psychomotorik zum Ausdruck kommen, genutzt werden sollen. Motopäden arbeiten stärkenorientiert. Der deutsche Berufsverband für Motopädie (DBM) beschreibt das Berufsfeld umfassend.
Die Motopädie wurde Mitte der 1950er-Jahre vom Sportpädagogen Ernst J. Kiphard zusammen mit den Kinder- und Jugendpsychiatern Elisabeth Hecker und Helmut Hünnekens entwickelt. Motopädie umfasst Motopädagogik und Mototherapie. Je nach Arbeitsschwerpunkt ist die motopädische Arbeit mehr pädagogisch-präventiv oder therapeutisch-rehabilitierend ausgerichtet.
Nach Ansicht des Gemeinsamen Bundesausschusses handelt es sich um ein komplementäres Verfahren ohne Wirksamkeitsnachweis, das nach den Heilmittelrichtlinien nicht verordnungsfähig ist.
Das zugehörige Forschungs- und Lehrgebiet wird Motologie genannt. 1983 wurde an der Philipps-Universität Marburg ein motologischer Lehrstuhl eingerichtet, zu dessen Schwerpunkten u. a. die Körperpsychotherapie und die psychomotorischen Entwicklungsförderung (Frühförderung) gehören.

## Merkmale der motopädischen Arbeitsweise
- Körper, Geist und Seele als funktionale Einheit
- die Beziehung zum Menschen als Grundlage
- Ressourcenorientiertheit
- Achtung und Einbeziehung der Emotionalität
- Handlungs-, Erlebnis- und Konfliktorientiertheit
- Selbstwirksamkeit
- Formung eines positiven Selbstkonzeptes
- Aktivierung von Selbstheilungskräften
- Nutzung gruppendynamischer Prozesse
- Berücksichtigung systemischer Faktoren

## Ausbildung zum Motopäden
1976 wurde der Aktionskreis Psychomotorik e. V. (AKP) gegründet und Lehrpläne für eine einjährige Fachschulausbildung erarbeitet. 1977 wurde die Fachschule für Gymnastik-Bewegungstherapie in Dortmund (heute mit Sitz in Unna am Märkischen Berufskolleg) staatlich genehmigt und begann, staatlich geprüfte Motopäden auszubilden. Seit 1996 ist die Ausbildung am Ernst-Kiphard-Berufskolleg auch in Teilzeitform berufsbegleitend über zwei Jahre möglich. Auch am LWL Berufskolleg Fachschule für Motopädie in Hamm wird Weiterbildung angeboten. An der Fachschule für Heilpädagogik am Diakoniekolleg Hannover (Stephansstift) wird eine MotopädagogInnenausbildung in Kombination mit der Ausbildung zum staatlich anerkannten Heilpädagogen angeboten.

## Weiterbildung an Hochschulen
Die Hochschule Emden/Leer bietet den Bachelor-Studiengang Interdisziplinäre Physiotherapie-Motologie-Ergotherapie an. Quereinsteiger können nach erfolgreicher Zugangsprüfung teilnehmen.